# グアリコ州
グアリコ州（グアリコしゅう、スペイン語: Estado Guárico、IPA: [esˈtaðo ˈɣwaɾiko]）は、ベネズエラの州。州都はサン・フアン・デ・ロス・モロスである。
2019年の時点で6万4986平方キロに94万1500人が暮らす。

## 隣接州
- アラグア州
- ミランダ州
- アンソアテギ州
- ボリバル州
- アプレ州
- バリナス州
- コヘデス州
- カラボボ州

## 下位行政区
州は下記の15ムニシピオ（基礎自治体）から成る。括弧内の各ムニシピオの中心都市。
1. カマグアン市（カマグアン）
2. チャグアラマス市（チャグアラマス）
3. エル・ソコロ市（エル・ソコロ）
4. フランシスコ・デ・ミランダ市（カラボソ）
5. ホセ・フェリックス・リバス市（トゥクピード）
6. ホセ・タデオ・モナガス市（アルタグラシア・デ・オリトゥコ）
7. フアン・ヘルマン・ロスシオ市（サン・フアン・デ・ロス・モロス）
8. フリアン・メジャド市（エル・ソンブレロ）
9. ラス・メルセデス市（ラス・メルセデス）
10. レオナルド・インファンテ市（バジェ・デ・ラ・パスクア）
11. オルティス市（オルティス）
12. ペドロ・サラサ市（サラサ）
13. サン・ヘロニモ・デ・グアヤバル市（グアヤバル）
14. サン・ホセ・デ・グアリベ市（サン・ホセ・デ・グアリベ）
15. サンタ・マリア・デ・イピーレ市（サンタ・マリア・デ・イピーレ）